# الشراكة الشرقية
الشراكة الشرقية هو مشروع بدأ العمل به في الاتحاد الأوروبي. والذي قدمه وزير خارجية بولندا بمساعدة من السويد في مجلس الاتحاد الأوروبي للشؤون العامة والعلاقات الخارجية في بروكسل في 26 مايو 2008. افتتح الشراكة الشرقية في براغ يوم 7 مايو 2009.

## التاريخ

### الاقتراح
الشراكة الشرقية هدفت لاستكمال البعد الشرقي والاتحاد من أجل المتوسط من خلال توفير منتدى لمناقشة مؤسسية لاتفاقيات التأشيرة واتفاقيات التجارة الحرة واتفاقات الشراكة الإستراتيجية مع جيران الاتحاد الأوروبي الشرقيينمع تجنب موضوع الانضمام إلى الاتحاد الأوروبي المثير للجدل. نطاق الشراكة الجغرافي يتألف من أرمينيا، وأذربيجان، وجورجيا، ومولدوفا وأوكرانيا. روسيا البيضاء ستشارك فقط على المستوى التقني (بسبب معارضة الاتحاد الاوروبى لألكسندر لوكاشينكو، الذي تعتبره دكتاتوراً)، في حين أن روسيا سوف تدعى للمشاركة في بعض المبادرات المحلية، على سبيل المثال كالينينغراد أوبلاست. وخلافا مع الاتحاد من أجل المتوسط، الشراكة الشرقية لن يكون لها أمانة خاصة بها، ولكن سيتحكم فيها بصورة مباشرة من قبل المفوضية الأوروبية.
وتمت مناقشته في المجلس الأوروبي في 19 يونيو و20 يونيو عام 2008، مع مناقشة الاتحاد من أجل المتوسط.
أيدت جمهورية التشيك الاقتراح تأييداً تاماً، في حين أن بلغاريا ورومانيا أظهرت حذراً وخوفاً من أن انضمامهما يمكن أن يقوض شراكتهما في منطقة البحر الأسود منتدى للحوار والشراكة ومنظمة التعاون الاقتصادي للبحر الأسود. ومن ناحية أخرى ألمانيا، وفرنسا وغيرهما ليست راضية تماماً بسبب احتمال ان تكون الشراكة الشرقية بمثابة نقطة انطلاق لعضوية في الاتحاد الأوروبي (وبخاصة لأوكرانيا)، في حين أن بولندا وغيرها من الدول الشرقية رحبت في هذا الصدد.

## الأعضاء

أعضاء الشراكة الشرقية، دول:
الاتحاد الأوروبي
ما بعد الحقبة السوفيتية

أعضاء الشراكة الشرقية هم دول ما بعد الحقبة السوفيتية أوكرانيا، وروسيا البيضاء، ومولدوفا، وأذربيجان، وأرمينيا، وجورجيا، والإتحاد الأوروبي. هناك الكثير من الجدل حول انضمام روسيا البيضاء إلى الشراكة حيث يعتبرها الاتحاد الأوروبي سلطة دكتاتورية. في نهاية المطاف دعوت روسيا البيضاء للمشاركة في الاتحاد الأوروبي بسبب مخاوف من تأثير روسيا الكبير عليها.
- الاتحاد الأوروبي
- أرمينيا
- أذربيجان
- أوكرانيا
- جورجيا
- روسيا البيضاء
- مولدوفا

## العلاقة الثنائية بين الاتحاد الأوروبي وأوكرانيا
أوكرانيا هي واحدة من ست دول ما بعد الاتحاد السوفيتي التي دعيت من قبل الاتحاد الأوروبي للمساهمة في الإطار التعاونى الجديد المتوقع حينها «الشراكة الشرقية». ومع ذلك، أشارت كييف إلى أنها ما زالت متشائمة من «القيمة المضافة» لها من هذة المبادرة. في الواقع بدأت أوكرانيا مع الاتحاد الأوروبي في مفاوضات جديدة لتعزيز السياسات وإبرام اتفاقيات التجارة الحرة. كذلك، كان هناك بعض التقدم في تحرير نظام التأشيرات على الرغم من المشاكل المستمرة في تأشيرات قانطى دول الاتحاد الأوروبي لدخولهم أوكرانيا.
هذا هو السبب لماذا أوكرانيا لها نظرة محددة لمشروع الشراكة الأوروبية. وفقًا للرئاسة الأوكرانية، فيجب أن تتفق، في حالة بلده، لأهداف السياسة الخارجية الإستراتيجية؛ أي الاندماج مع الاتحاد الأوروبي.
وحتى الآن وثائق الشراكة الأوروبية (إعلان المجلس الأوروبي في مارس 2009) لم يؤكد أولويات التكامل السياسي والاقتصادي، أو إلغاء تأشيرات السفر.
وقد أعربت أوكرانيا عن حماسها للمشروع. وقال نائب رئيس الوزراء الأوكراني هريهوري نيميرايا (Hryhoriy Nemyria) أن المشروع هو طريق لتطوير البلد وأنهم يرحبوا بسياسة الشراكة الأوروبية؛ لأنها تستخدم «بحكم الواقع» نفس أساليب مرشحين الاتحاد الأوروبي.
تحت الشراكة الشرقية، توصلت بولندا وأوكرانيا لاتفاق جديد من خلاله تستبدل التقشيرات بتصريحات مبسطة تسمح للأوكرانيين المقيمين داخل الحدود بـ30 كم بالانتقال على جانبي الحدود. سيستفيد حوالى 1.5 مليون شخص بهذة الاتفاقية والتي فعلت ابتداءً من 1 يونيو 2009.

## العلاقة مع روسيا
أعربت روسيا عن مخاوفها بشأن الشراكة الشرقية، والتي تنظر إليها على أنها محاولة لتوسيع «منطقة نفوذ» الاتحاد الأوروبي في البحث عن النفط والغاز. كما اتهمت روسيا الاتحاد الأوروبي بوضع ضغوط لا مبرر لها على روسيا البيضاء باقتراح أنها قد تكون مهمشة إذا إتبعت روسيا في الاعتراف باستقلال كل أوسيتيا الجنوبية، وأبخازيا عن جورجيا. «هل هذا هو الترويج للديمقراطية أم هذا ابتزاز؟ ان ذلك يدور حول سحب البلدان من المواقع التي تريد أن تأخذها باعتبارها دولاً ذات سيادة» قالها وزير الخارجية الروسي سيرغي لافروف متسائلاً.
رفض وزير الخارجية السويدي كارل بيلت تعليق السيد لافروف قائلاً في منتدي بروكسيل: «إن موقف روسيا» غير مقبول على الإطلاق«، الشراكة الشرقية ليست مد «منطقة نفوذ»، بل الفرق هو ان هذه الدول اختارت بنفسها طوعاً الانضمام إليها». وأضاف «موقف الاتحاد الأوروبي مع جورجيا ليس ابتزازاً ولكنه دفاعاً عن مبادئ الاتحاد الأوروبي والقانون الدولي، والذي علي روسيا أيضاً احترامه».